# August and Everything After
August and Everything After is het debuutalbum van de Amerikaanse rockband Counting Crows. Het werd op 14 september 1993 uitgebracht bij Geffen Records. Van dit album werd alleen het nummer Mr. Jones als single uitgebracht. Dit werd de eerste radiohit van de band. Later dat jaar werd er ook een speciale editie van de cd uitgebracht: deze bevatte naast de standaard-cd ook een live-opname van een concert in Parijs van de tournee.

## Tracklist
1. "Round Here" (Adam Duritz/Dave Janusko/Dan Jewett/Chris Roldan/David Bryson) – 5:32
2. "Omaha" (Duritz) – 3:40
3. "Mr. Jones" (Duritz/Bryson) – 4:33
4. "Perfect Blue Buildings" (Duritz) – 5:01
5. "Anna Begins" (Duritz/Bryson/Marty Jones/Toby Hawkins/Lydia Holly) – 4:32
6. "Time and Time Again" (Duritz/Bryson/Charlie Gillingham/Steve Bowman/Don Dixon) – 5:13
7. "Rain King" (Duritz/Bryson) – 4:16
8. "Sullivan Street" (Duritz/Bryson) – 4:29
9. "Ghost Train" (Duritz) – 4:01
10. "Raining in Baltimore" (Duritz) – 4:41
11. "A Murder of One" (Duritz/Bryson/Matt Malley) – 5:44